# Chalcoela
Chalcoela é um gênero de mariposa pertencente à família Crambidae.